# ワシントンDC開発フォーラム
ワシントンDC開発フォーラム（ワシントンDCかいはつフォーラム、英語：Washington D.C. Development Forum）は、発展途上国の開発・援助に関わる人々を対象に、情報交換、意見交換などの場を提供するネットワークである。
国際機関（世界銀行、米州開発銀行等）、シンクタンク、政府機関（大使館、国際協力機構（JICA）等）、大学、NGO、開発関連企業などが多く集まるワシントンDCという地の利を生かし、同地を拠点に活動している日本人を中心として各種勉強会や交流の場を提供している。
メンバーは同分野に携わっている実務者、研究者、学者をはじめ、同分野に関心のある学生、メディア関係者など多岐にわたっている。
2012年3月現在、メールマガジンには約2,200名、メーリングリストには約1200名が登録している。

## 歴史
2002年3月、ワシントンDCで発展途上国の開発問題に関心を持つボランティアにより発足。発足当初より開催が続いているBBLは、2012年3月時点で225回目を数える。2010年より、平日夜の時間を利用して若手向けワークショップも開催している。2011年よりfacebook, twitterを通じた情報発信を開始。

## 運営形態
発展途上国開発支援の分野にプロフェッショナルとして関わる人材を中心に、完全なボランティアベースで運営される。

## 使命
グローバルな途上国開発戦略と日本の取組の橋渡しになることを究極の目的に、関係者が組織･場所の制約を超えて個人の資格で自由に情報と知見、情熱と気概を共有し、深化させるためのプラットフォームを提供すること、が使命とされている。

## 活動内容
- 隔週発行メールマガジン　“dev-info”

- メーリングリスト　“devforum”

- BBL（ブラウンバックランチ：昼食持ち寄りのセミナー）

　平日の昼の時間帯を利用し、様々な専門分野のスピーカーによるプレゼンテーションの後、質疑応答・意見交換を行う。議事録の作成も行っている。
- ワークショップ（若手向け勉強会）

　平日の夜の時間帯に、比較的若手のプレゼンターを招いての勉強会を行っている。
- facebook、twitterを通じた情報発信

- ウェブサイトの運営

- キャリアセミナー（不定期）

## 姉妹ネットワーク
- 国連フォーラム

## 参考
ワシントンDC開発フォーラムミッションステートメント<http://www.devforum.jp/about/>